# Joan Tower
Joan Tower (New Rochelle, 6 de setembre de 1938) és considerada una de les compositores estatunidenques més importants que viuen avui en dia. Durant la seva vida professional, ha treballat sobretot en la branca de la composició, i va estrenar obres en sales de concert d'arreu del món, però també ha destacat com a intèrpret, com a directora i com a pedagoga.
La seva obra és sobretot coneguda pel seu particular estil, ple de recursos i colors i amb una influència rítmica llatinoamericana notable.

## Vida i formació
Tower va néixer a New Rochelle, Nova York el 1938, però per motius laborals, la seva família es va haver de mudar a Bolívia, quan tenia 9 anys. Allà, Joan va desenvolupar el seu talent musical, especialment amb el piano, cosa que la portà més endavant a decidir tornar als Estats Units per estudiar música. Ho va fer primer al Bennington College, a Vermon i després a la Columbia University, on va obtenir el doctorat en composició el 1968.

## Treballs
Les seves primeres obres, cap a mitjan segle xx, es basaven sobretot en tècniques serials, però, més endavant, Tower va desenvolupar una tècnica pròpia que s'escapava d'aquest model i que explorava el lirisme, una orquestració rica i variada sovint definida com "molt acolorida" i, sobretot, una energia rítmica molt característica, derivada dels seus anys de vida a Sud-amèrica. El caràcter rítmic de l'obra Stepping Stones del 1993, sovint és comparada a La consagració de la primavera d'Ígor Stravinski.
El 1990, va esdevenir la primera dona a guanyar el prestigiós premi Grawenmeyer, pel seu treball orquestral Silver Ladders. D'entre les seves obres més rellevants destaquen Black Topaz, Petroushkates, Sequoia, Fanfares for the Uncommon Woman, Turning Points, i Night Fields.

## Llista d'obres

### Ballets
- Stepping Stones (1993)

### Orquestrals
- Sequoia (1981)
- Music for Cello and Orchestra (1984)
- Island Rhythms (1985)
- Homage to Beethoven (Concert per a piano núm. 1) (1985), per piano i orquestra
- Silver Ladders (1986)
- Clarinet Concerto (1988), per a clarinet i orquestra
- Flute Concerto (1989), per a flauta i orquestra
- Island Prelude (1989), per a oboè i orquestra
- Concerto for Orchestra (1991).
- Fanfare for the Uncommon Woman (1987–1992)
- Violin Concerto (1992), per violí i orquestra
- Stepping Stones (1993)
- Duets (1994), per orquestra de cambra
- Paganini Trills (1996)
- Rapids (Piano Concerto No. 2) (1996), per piano i orquestra
- Tambor (1998)
- The Last Dance (2000)
- Fascinating Ribbons (2001), per banda de concert
- Strike Zones (2001), concerto per a percussió i orquestra
- In Memory (2002), per a orquestra de corda
- Made in America (2004), per a orquestra de cambra
- Purple Rhapsody (2005), concerto per a viola i orquestra de cambra
- Chamber Dance (2006), per a orquestra de cambra
- Stroke (2010)
- Red Maple (2013), per a fagot i orquestra de corda

### Cambra
- Breakfast Rhythms I. and II. (1974), per a clarinet solista, flauta, percussió, violí, violoncel i piano
- Black Topaz (1976), per a flauta, clarinet, trompeta, trombó, piano i dues percussions
- Amazon I. (1977), per a flauta, clarinet, violí, violoncel i piano
- Petroushskates (1980), per a flauta, clarinet, violó, violoncel i piano
- Noon Dance (1982), per a flauta, clarinet, percussió, piano, violí i violoncel
- Fantasy... Harbour Lights (1983), per a clarinet i piano
- Snow Dreams (1983), per a flauta i guitarra
- Fanfare for the Uncommon Woman (1986), per a onze metalls i tres percussions
- Island Prelude (1989), per a oboè solista i quartet de corda o quintet de vent
- Second Fanfare for the Uncommon Woman (1989), per a onze metalls i tres percussions
- Third Fanfare for the Uncommon Woman (1991), per a dectet de metall
- Celebration Fanfare (1993), per a onze metalls i tres percussions
- Elegy (1993), per a trombó solista i quartet de corda
- Fifth Fanfare for the Uncommon Woman (1993), per a quatre trompetes
- Night Fields (Quartet de corda núm. 1) (1994), per a quartet de corda
- Très lent (Hommage à Messiaen) (1994), per violoncel i piano
- Turning Points (1995), per a clarinet i quartet de corda
- And...they're off (1997), per a trio de pianos
- Rain Waves (1997), per a violí, clarinet i piano
- Toccanta (1997), per a oboè i clavicèmbal
- Big Sky (2000), per a trio de pianos
- In Memory (Quartet de corda núm. 2 (2002), per a quartet de corda
- Incandescent (Quartet de corda núm. 3) (2003), per a quartet de corda
- For Daniel (2004), per a trio de pianos
- DNA (2005), per a quintet de percussió
- A Little Gift (2006), per a flauta i clarinet
- Copperwave (2006), per a quintet de metalls
- A Gift (2007), per a flauta, clarinet, fagot, trompa i piano
- Trio Cavany (2007), per a trio de pianos
- Angels (String Quartet No. 4) (2008), per a quartet de corda
- Dumbarton Quintet (2008), per a quintet de pianos
- Rising (2009), per a flauta i quartet de corda
- White Granite (2010), per a quartet de pianos
- White Water (String Quartet No. 5) (2011), per quartet de corda

### Vocals
- Can I (2007), per a cor SSAA i dues percussions

### Solistes
- Platinum Spirals (1976), per a violí
- Wings (1981), per a clarinet o saxo alt
- Clocks (1985), per a guitarra
- Or like a...an engine (1994), per a piano
- Ascent (1996), per a orgue
- Holding a Daisy (1996), per a piano
- Valentine Trills (1996), per a flauta
- Wild Purple (1998), per a viola
- Vast Antique Cubes/Throbbing Still (2000), per a piano
- Simply Purple (2008), per a viola
- Ivory and Ebony (2009), per a piano
- For Marianne (2010), per a flauta
- String Force (2010), per a violí
- Purple Rush (2016), per a viola